# بيت عاشور (جفال)
بيت عاشور (بالفارسية: بیت عاشور) هي منطقة سكنية تقع في إيران في قسم جفال الريفي. يقدر عدد سكانها بـ 948 نسمة بحسب إحصاء 2016.